# Association française des femmes diplômées des universités
L'Association française des femmes diplômées des universités (AFFDU) est une association française créée en 1920 et reconnue d'utilité publique en 1962. Elle est la section française de la Graduate Women International, fondée en 1919 sous le nom de Fédération internationale des femmes diplômées des universités, qui est une ONG à statut consultatif auprès de l’ONU.
L’association est affiliée au Groupe européen des femmes diplômées des universités (GEFDU) et au groupe University Women of Europe, ayant également le statut consultatif des ONG au Conseil de l'Europe.

## Fondation
En 1920,  alors que l'on compte une étudiante pour neuf étudiants, Marie Bonnet, Marie Monod fondent une association de femmes diplômées, la Société féminine de rapprochement universitaire, qui regroupe sous la forme d'une fédération différentes associations de femmes ingénieurs, médecins, juristes, anciennes élèves de l'École normale supérieure de jeunes filles et agrégées. Henriette Cestre est présidente, Marie Monod est secrétaire et Marie Bonnet est trésorière.
En 1922, l'association rejoint la Fédération internationale des femmes diplômées des universités. Marie Curie en est la présidente d'honneur de 1922 à 1934. Elle prend le nom d'Association des Françaises diplômées des universités en 1924, Marie Monod en devient la présidente et Marie Bonnet est la secrétaire générale.
L'association est fondée par des femmes universitaires convaincues que l’éducation des filles est un élément essentiel pour la promotion sociale des femmes. Elle réunit des femmes diplômées de l'enseignement supérieur (universités, écoles d'ingénieurs, etc.) ayant au moins validé un diplôme de niveau licence ou équivalent.

## Objectifs de l'association
L'association a pour objet de favoriser l'éducation des jeunes filles, de promouvoir les femmes diplômées ou étudiantes dans l'enseignement supérieur grâce à des bourses ou des aides financière, de favoriser l'insertion ou la réinsertion des femmes dans la vie professionnelle et leur permettre d'accéder aux postes à responsabilités. Par ailleurs, le réseau œuvre en faveur de la Paix par la solidarité avec les femmes du monde entier.

## Actions de l'association
L'AFFDU mène plusieurs actions sur le plan local au travers de ses différents groupes mais également sur le plan national comme :
Les Olympes de la parole : le concours des Olympes de la parole propose aux écoliers, collégiens et lycéens de réfléchir à la place des femmes dans la société. Les candidats présentent un dossier écrit et illustrent le thème de l'année en jouant une saynète devant le jury. Ce concours est organisé par l'AFFDU en partenariat avec le ministère de l'éducation nationale, le ministère des Droits des Femmes et l'Observatoire de la parité,,.
Le Salon du livre des femmes auteures d'essai : cet événement met en évidence la diversité des talents féminins en rassemblant des auteures de toutes disciplines : historiennes, journalistes, philosophes, sociologues, scientifiques, ... Elles y dédicacent leurs plus récents essais, participent à des tables rondes et à des rencontres. Unique en France, réservé aux femmes auteures d’essais, à l’exclusion de toute œuvre d’imagination, ce salon a fêté ses dix ans en 2015,.
Attribution de bourses :  l'AFFDU remet chaque année des bourses à des femmes pour les aider dans leurs cursus d'études supérieurs, sous deux formats. Les bourses AFFDU-SUAE concernent les étudiantes en 2e année dans l'enseignement supérieur (y compris IUT, BTS, etc.)  qui souhaitent poursuivre leurs études en école d’enseignement supérieur. Les bourses AFFDU concernent toutes les jeunes femmes qui souhaitent parfaire leur formation supérieure par la poursuite d'un doctorat. L'association choisi d’aider en priorité les projets d’études et de recherches comportant une mobilité vers l’étranger.
La défense de l'égalité : l'AFFDU s'est mobilisée derrière les réclamations collectives portées par Anne Nègre. Déposées à l'encontre des quinze États membres du Conseil de l’Europe à travers le GEFDU à l’initiative d'Anne Nègre, avocate au barreau de Versailles, pour violation de la Charte Sociale Européenne en matière de salaire égal pour un travail égal entre les femmes et les hommes.
Femmes et entreprises : Le Cercle Culture et Entreprise (CCE) fait partie intégrante de l’AFFDU. Son objectif est de faire connaitre une entreprise (collaborateurs, évolutions, enjeux) par l'intermédiaire de rencontres interactives animées par des cadres dirigeants et chefs d’entreprise. Il s'agit également de renforcer le lien entre la culture et les entreprises à travers des visites de sites professionnels tels que des laboratoires, musées, ateliers… Le CCE soutient la création d’entreprise par les femmes, à travers l’attribution annuelle d’une bourse spécifique « Prix Michelle Maugain »,.
Publication de la revue Diplômées : il s'agit d'une revue scientifique qui réunit des chercheuses issues de diverses disciplines autour de thématiques. Par exemple : «Femmes & Sport », « Migrations au féminin », « Les violences faites aux femmes », « Les artistes empêchées », ... Elle est éditée par la maison d'édition indépendante La Route de la Soie.
L'AFFDU est aussi active au Québec. Une autre activité de cette association est de favoriser l'acquisition du français par les étudiants, ce qui peut les aider à mieux réussir dans leurs études. Cette association donne aussi la possibilité d'avoir l'accès aux informations sociales. L'AFFDU permets également de créer des liens entre les femmes diplômées des universités.

## Distinctions
En 2009, l'association reçoit le prix Irène-Joliot-Curie dans la catégorie mentorat,.

## Personnalités liées à l'association

### Fondatrices et membres
- Marie Bonnet
- Marie Monod
- Jeanne Chaton
- Marguerite Mespoulet
- Lasthénie Thuillier-Landry (vice-présidente)